# 国立土木学校

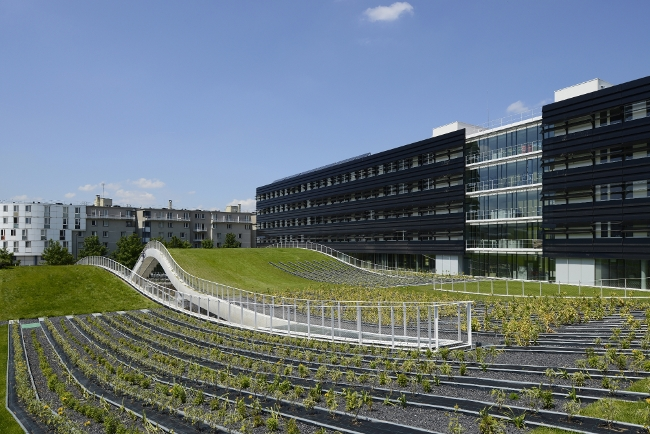
研究棟

国立土木学校（こくりつどぼくがっこう、フランス語: École nationale des ponts et chaussées、エコール・ナショナル・ポン・ゼ・ショセ）は、フランスの理工系高度職業人養成のための特別高等教育機関（グランテタブリスマン）、理工系グランゼコールのひとつ。
最も歴史のある最難関名門グランゼコールの一校であり、理工系グランゼコールの中でもエコール・ポリテクニークやパリ国立高等鉱業学校と並び、トップ校の一つとして君臨している。
École nationale des ponts et chausséesという名前なので、ENPC（ウー・エヌ・ペー・セー）、Ponts et chaussées（ポンゼショセ）、もしくは、École des Ponts（エコール・デ・ポン）と呼ばれている。
元々はパリ中心地（パリ6区サン＝ジェルマン＝デ＝プレ地区 28 rue des Saints-Pères）にキャンパスがあったが、そのキャンパスをビジネススクールに残し（2008年まで）、理系本校は2000年にパリ郊外のシャン＝シュル＝マルヌにキャンパスを移動した。
近年、国立土木学校はエコール・ポリテクニーク、パリ国立高等鉱業学校などと共にParisTechに加盟している。それに伴い、2008年7月1日からÉcole des Ponts ParisTechを通称としている。
近年、東京大学、東京工業大学と本校の間でダブルディグリープログラム（二重学位）が締結されており、毎年数名の学生を本校へ派遣している。 同様に、本校からも日本へ学生が派遣されている。

## 歴史
1747年、最古のグランゼコールとして、ルイ15世の勅令によって、国家建設に不可欠な土木・建築領域におけるテクノクラート養成を目的として創立された。当時の名称は王立土木学校（École Royale des Ponts et Chaussées）。

## 教育
歴史的には、土木建築、交通、環境、都市計画、工業、産業工学、ロジスティックスの領域に強みをもち、近年では90年代にビジネススクールを設立したのに加え、2000年に入ってから商科系のグランゼコールであるESSEC（エセック）と業務提携し、パリ経済学校創設メンバーになるなど、経営学や経済学にも得意領域を拡大し、即戦力のビジネスエリート育成に力を注いでいる。
国立土木学校は、歴史的に産業界における即戦力の経営リーダーを育成してきた経緯も踏まえ、特定領域に対するスペシャリストの育成よりも汎用的なエンジニアやビジネスマンを育成することをモットーとしてきた。
提供する教育プログラムは大きく以下の3つに分類される。
工学プログラム
5年間に渡る大学院レベルの教育プログラムであり、入学はフランス国民において非常に高い競争率を経て、準備期間授業の終わりに決定される。日本と異なり、フランスにおいてエンジニアとは学位であり、当プログラム修了者には、エンジニア学位（Diplôme d'ingénieur）が与えられる。フランスにおけるエンジニアの社会的地位は高いと言ってよく、医師・弁護士等に比肩するものと認識される場合も少なくない。
博士号プログラム
工学プログラムの修了者に向けたPh.D育成の教育プログラム。
プロフェッショナルプログラム
MBAをはじめとした、各大学やグランゼコール卒業生に向けた特別プログラム。上海交通大学、英国国立エジンバラ大学をはじめ提携校と連携しつつ、モロッコ、インド、アルゼンチンなど複数国にフランチャイズMBAを展開する。
また、国立土木学校は、エコール・ポリテクニークからの継続進学校でもあり、Corps des Ponts et Chaussées という特設コースも用意している。

## 学部
各工学プログラム・Ph.Dプログラムは、以下の6つの学部から提供されている。
- 土木工学・建築学部
- 交通・都市計画・環境学部
- 機械工学・物質科学学部
- 応用数学・コンピュータサイエンス学部
- 経済・ファイナンス学部
- 産業工学・経営学部

またMBAプログラムは、ENPC School of international Managementから提供されている。
以前はMBA東京校を設置していたが、名古屋大学との提携のため移転。現在は、世界戦略の一環で、アジア地区においては上海の大学と提携している。
また、Temple University(The Fox School of Business)とも現在、パートナーシップを組んでいる。

## 研究
国立土木学校は、INRIAと共にScilabのリード推進組織である。

## 学生交流協定校
日本
- 東京大学
- 東京工業大学

アメリカ
- マサチューセッツ工科大学
- スタンフォード大学
- コロンビア大学
- シカゴ大学
- カリフォルニア大学バークレー校
- ジョージア工科大学

カナダ
- モントリオール大学
- モントリオール理工科大学

イギリス
- ケンブリッジ大学
- ユニヴァーシティカレッジロンドン
- ロンドン・スクール・オブ・エコノミクス
- インペリアカレッジロンドン

イタリア
- ミラノ工科大学

スイス
- チューリッヒ工科大学
- スイス連邦工科大学ローザンヌ校

ドイツ
- ミュンヘン工科大学

中国
- 清華大学
- 西安交通大学

## 卒業生
- ポール・アンドリュー - 建築家（パリ空港公団副総裁）
- ルイ・ヴィカー - 技術者、発明家
- アルバート・カコー(Albert Caquot) - 土木技術者
- マリー・フランソワ・サディ・カルノー - 政治家（フランス第三共和政第4代大統領）
- アンドレ・クレージュ - ファッションデザイナー
- オーギュスタン＝ルイ・コーシー - 数学者
- ガスパール＝ギュスターヴ・コリオリ - 物理学者、数学者、天文学者
- スパーヌウォン - 政治家（ラオス人民民主共和国初代国家主席）
- アントワーヌ・シェジー - 土木技術者（水理学）
- ジュール・デュピュイ - 土木技術者
- アンリ・ナビエ - 流体力学者
- ギー・ベアール(Guy Béart) - シンガーソングライター
- アンリ・ベクレル - 物理学者、1903年ノーベル物理学賞受賞
- ウジェーヌ・ベルグラン - 土木技術者
- フルジャンス・ビヤンヴニュ(Fulgence Bienvenüe) - 土木技術者
- オーギュスタン・ジャン・フレネル - 物理学者
- ウジュヌ・フレシネー(Eugène Freyssinet) - 土木技術者（構造力学）
- チャールズ・ジョセフ・ミナルド(Charles_Joseph_Minard) - 土木技術者
- フェド・ラルウィ(Fouad Laroui) - エコノミスト、作家
- ジョセフ・ルイ・ゲイ＝リュサック - 化学者、物理学者
- ジャン・マリー・ウェルティジェ - ルノーサムスン自動車前CEO、現・同校副校長
- ジャン・ティロール - 経済学者、2014年ノーベル経済学賞受賞
- ドミニク・ペロー - 建築家
- エリザベット・ボルヌ - 政治家
- 松田千恵子 - 経営学者